# Italia all'Eurovision Song Contest
L'Italia è tra i paesi fondatori dell'Eurovision Song Contest e vi ha partecipato senza interruzioni fino al 1980 per poi parteciparvi con diverse pause fino al 1997. Dopo un'assenza durata 13 edizioni, il paese è tornato a partecipare nel 2011 e da allora è uno dei cosiddetti Big Five, ossia i cinque paesi che, in virtù dei loro investimenti nell'Unione europea di radiodiffusione (UER), partecipano direttamente alla finale dell'evento.
La nazione ha vinto tre volte: nel 1964 con Non ho l'età (per amarti) di Gigliola Cinquetti, nel 1990 con Insieme: 1992 di Toto Cutugno e nel 2021 con Zitti e buoni dei Måneskin. Grazie a queste tre vittorie l'Italia ha ospitato per altrettante volte la manifestazione: nel 1965 presso l'auditorium Rai di Napoli, nel 1991 presso gli studi di Cinecittà a Roma e nel 2022 presso il PalaOlimpico a Torino.
La partecipazione dell'Italia è curata dall'emittente di stato Rai, membro fondatore dell'UER. Fu proprio un giornalista Rai, Sergio Pugliese, ad ideare il festival musicale ispirandosi al Festival di Sanremo, utilizzato ora come metodo di selezione  nazionale per il rappresentante italiano all'Eurovision Song Contest.

## Storia

### Anni 50 e 60: il debutto, la prima vittoria

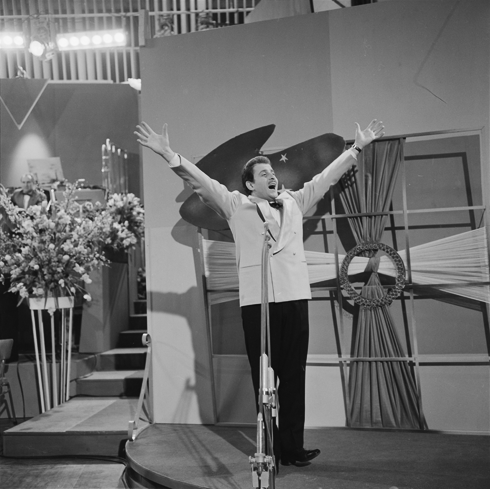
Domenico Modugno, terzo all'edizione 1958 con Nel blu dipinto di blu.

L'Italia partecipò insieme a Belgio, Francia, Germania Ovest, Lussemburgo, Paesi Bassi e Svizzera alla prima edizione dell'Eurovision Song Contest, svoltasi a Lugano nel 1956. Ogni Paese poteva presentare due brani: per l'Italia parteciparono la vincitrice del Festival di Sanremo di quell'anno, Franca Raimondi, con il brano Aprite le finestre, e la seconda classificata dello stesso festival, Tonina Torrielli, con il brano Amami se vuoi. La prima edizione fu vinta dai padroni di casa: il resto della classifica non fu mai rivelato.
Da quella volta l'Italia ottenne discreti risultati, senza mai piazzarsi nelle ultime posizioni e raggiungendo anche un terzo posto nel 1958 grazie a Domenico Modugno e alla sua Nel blu dipinto di blu.
Nei primi anni sessanta le canzoni italiane continuarono a ottenere buoni risultati, raggiungendo un terzo posto con il brano Uno per tutte interpretato da Emilio Pericoli nel 1963, seguito dalla vittoria del 1964 a Copenaghen, dove s'impose Gigliola Cinquetti con Non ho l'età (per amarti). L'anno successivo vide Bobby Solo raggiungere a Napoli il quinto posto con la canzone Se piangi se ridi, dopodiché iniziò un periodo di scarsi piazzamenti per l'Italia, il primo dei quali fu un ultimo posto nel 1966 ottenuto da Domenico Modugno, seguito da altre tre edizioni in cui il miglior risultato fu una decima posizione, nonostante le partecipazioni di artisti del calibro di Claudio Villa, Sergio Endrigo e Iva Zanicchi.

### Anni 70 e 80
La situazione cominciò a migliorare nel decennio successivo, con un ottavo posto di Gianni Morandi nel 1970 con il brano Occhi di ragazza, seguito da un quinto posto di Massimo Ranieri (nel 1971 con L'amore è un attimo) e un sesto posto di Nicola Di Bari (1972, I giorni dell'arcobaleno) e ancora una volta Massimo Ranieri nel 1973 con Chi sarà con te, classificatosi tredicesimo.
Nel 1974 l'Italia sfiora la vittoria, nuovamente con Gigliola Cinquetti, la cui canzone Sì fu seconda solo a Waterloo degli ABBA. Quest'edizione fu trasmessa in Italia solo qualche mese dopo lo svolgersi della manifestazione per la sua prossimità con il referendum per l'abrogazione della legge sul divorzio: la decisione venne presa dai vertici della Rai che temevano che il titolo della canzone potesse influenzare il voto degli italiani.

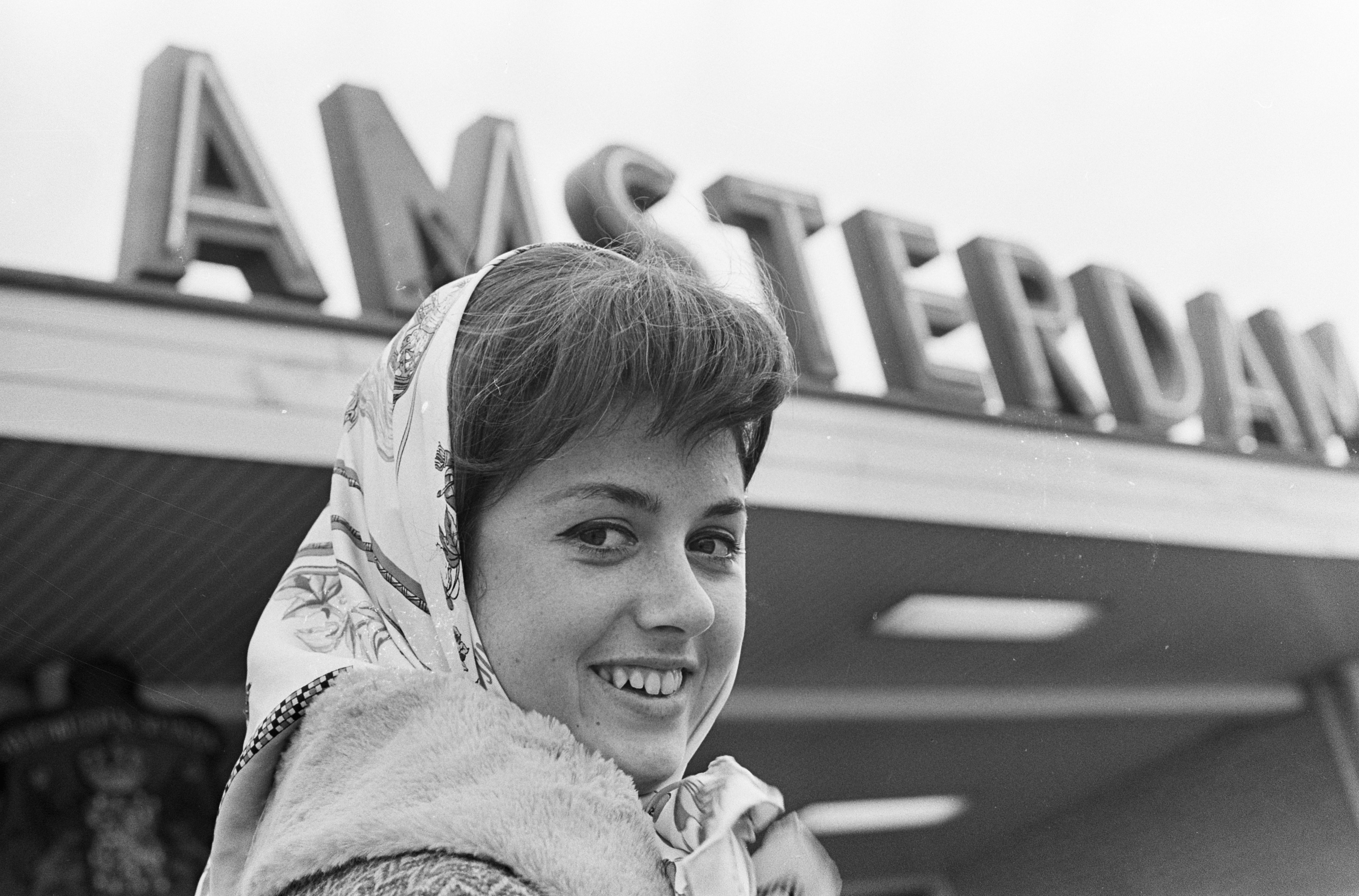
Gigliola Cinquetti, vincitrice dell'edizione 1964 con Non ho l'età (Per amarti) e seconda nell'edizione 1974 con Sì.

L'anno seguente l'Italia ottenne il secondo podio consecutivo grazie al terzo posto della coppia Wess & Dori Ghezzi con il brano Era. L'ultimo risultato di rilievo, per quanto riguarda questo periodo, fu ottenuto nel 1976 da un'altra coppia, quella formata da Al Bano e Romina Power, alla loro prima partecipazione, con We'll Live It All Again (eseguita in parte in italiano e in parte in inglese), giunta al settimo posto. Poi, solo piazzamenti fuori dalla top ten da parte di Mia Martini (13º), Ricchi e Poveri (12º) e Matia Bazar (15º).
Il decennio successivo iniziò con un sesto posto, ottenuto nel 1980 da Alan Sorrenti con la sua Non so che darei. Nel 1981 la Rai decise, per la prima volta dall'introduzione della manifestazione nel 1956, di non partecipare, adducendo questioni di scarso interesse. L'assenza italiana durò un anno e nel 1983 il paese fece ritorno rappresentato da un brano interpretato da Riccardo Fogli, Per Lucia, arrivato undicesimo. In questo periodo l'Eurovision Song Contest accrebbe la sua popolarità in Italia: nel 1984 Alice e Franco Battiato arrivarono quinti con il brano I treni di Tozeur; l'anno seguente vide Al Bano e Romina Power classificarsi settimi interpretando la canzone Magic, Oh Magic.
Nel 1986 la Rai si ritirò nuovamente per motivi interni, tornando nel 1987, quando Umberto Tozzi e Raf arrivarono terzi con il brano Gente di mare. Chiusero questo decennio le partecipazioni di Luca Barbarossa (nel 1988 con Ti scrivo), dodicesimo, e della coppia Anna Oxa-Fausto Leali (nel 1989 con Avrei voluto) che chiuse nona.

### Anni 90: dalla seconda vittoria al ritiro

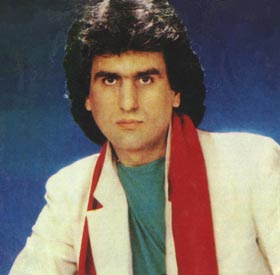
Toto Cutugno, vincitore dell'edizione 1990 con Insieme: 1992.

Nel 1990 l'Italia tornò a vincere a Zagabria, nell'allora Jugoslavia, con Toto Cutugno, autore e interprete del brano Insieme: 1992. Fu così che l'edizione del 1991 venne ospitata in Italia. Inizialmente doveva svolgersi a Sanremo ma, per motivi di sicurezza legati alla guerra del Golfo e alle crescenti tensioni jugoslave, la sede fu spostata a Roma, nello studio 15 di Cinecittà. A detta della maggior parte dei commentatori europei, ci fu un buon grado di improvvisazione e la conduzione, affidata ai due precedenti vincitori italiani, Cutugno e Gigliola Cinquetti, non brillò per diverse ragioni, tra cui la scenografia, la disorganizzazione (che portò quell'edizione a durare quasi un'ora più del previsto) e la scarsa dimestichezza che Cutugno aveva con la lingua inglese. Per organizzare la manifestazione furono spesi 12 miliardi di lire e la diretta televisiva registrò tra i 6 e i 7 milioni di spettatori. L'Italia fu rappresentata da Peppino di Capri, scelto direttamente dalla Rai, e per la prima volta il brano fu interpretato in napoletano: si tratta della canzone Comme è ddoce 'o mare, piazzatasi al settimo posto. Vinse la Svezia, che l'anno seguente ospitò la manifestazione, alla quale l'Italia prese parte con Mia Martini con il brano Rapsodia, ottenendo il quarto posto. Nel 1993 fu la volta di Enrico Ruggeri il quale, svantaggiato anche dal sorteggio (dovette esibirsi per primo), si piazzò solo al dodicesimo posto.
Nel 1994 la Rai si ritirò nuovamente dall'Eurofestival, sempre motivando la propria scelta con uno scarso interesse da parte del pubblico. Tale assenza durò fino al 1996, al termine della quale l'UER non risparmiò delle critiche alla televisione di Stato italiana per il suo comportamento.
Forse a causa di ciò, e probabilmente anche per le pressioni delle case discografiche, nel 1997 la Rai tornò a partecipare all'Eurovision Song Contest: in Irlanda i Jalisse, dati per favoriti alla vigilia, conquistarono il quarto posto con Fiumi di parole, canzone vincitrice del Festival di Sanremo di quello stesso anno. Il commentatore fu Ettore Andenna, fautore delle trasmissioni europee, mentre Peppi Franzelin dava conto dei voti assegnati agli altri paesi dall'Italia (la stessa coppia era presente quattro anni prima, sempre in Irlanda). Si trattò senza dubbio di un ottimo risultato, non senza ombre secondo lo stesso Andenna, che non nascose che la Rai non sembrasse soddisfatta dei pronostici e che volesse a tutti i costi evitare di vincere.
A più riprese sono state gettate ombre – mai provate né smentite – su un presunto disinteresse, se non vero e proprio boicottaggio dei vertici Rai degli anni 90 verso l'Eurovision Song Contest. Già per l'edizione 1993, ospitata dall'Irlanda a Millstreet, furono avanzati sospetti nei confronti dell'emittente, rea di aver ostacolato Enrico Ruggeri al fine di non vincere la manifestazione, onde evitare di dover organizzare, da prassi, l'edizione seguente; a farlo fu lo stesso Ruggeri nel suo libro Piccoli mostri del 2000. Il conduttore di quell'edizione, Ettore Andenna, in un'intervista del 2001 affermò che «di certo c'è sempre stata una sorta di terrore da parte di televisioni di "alto rango" di vincere l'Eurofestival perché questo avrebbe comportato il doverlo organizzare l'anno successivo e non c'era volontà di investire [...] quattrini con la paura di un'audience non all'altezza. Sono cose che sanno tutti, ma guai a dirle».
Le polemiche più grandi, tuttavia, riguardarono l'edizione 1997 svoltasi ancora in Irlanda, stavolta a Dublino, e che vedeva tra i favoriti per il successo i Jalisse reduci dall'exploit di Sanremo. Anche quest'edizione, per l'Italia, fu commentata da Andenna e, stando alle sue parole, gli ambienti Rai non erano contenti di questa possibilità: «un'ora prima dell'inizio della manifestazione, chiesi di parlare con il capostruttura e gli dissi: "Mario [Maffucci, nda], qui i bookmakers ci danno vincenti o nella peggiore delle ipotesi secondi". Ripenso con un sorriso al gelo dall'altra parte e alla richiesta di conferma se stessi scherzando o meno. E quando confermai che perfino io avevo scommesso, il collegamento venne velocemente interrotto e mai più ripreso fino alla mezzanotte quando mi dissero che la trasmissione stava venendo bene, che avevo buttato venti sterline, che anche i bookmakers possono sbagliare e bla bla bla. Mi è sempre rimasto il dubbio se standomene zitto [...] non avrei fatto un favorone ai Jalisse».
Le parole di Andenna non andarono mai giù ai Jalisse; in particolare, il duo sostenne che al rientro dall'Irlanda fu vittima di una "caccia alle streghe", e che anche a causa di questo venne successivamente emarginato dalla scena musicale italiana. Circa la mancata vittoria del '97, dichiararono inoltre che «fummo silurati perché la Rai non ne voleva sapere di organizzare la manifestazione» e, in riferimento al loro immediato futuro, «tornati dall'Eurofestival fummo "cancellati". Dovevamo fare il Festivalbar, tornare a Sanremo [...] Niente. Ci hanno messo contro tutti». La vicenda venne ripresa nel 2010 nel libro Vox populi di Gigi Vesigna, ben accolto dai diretti interessati, che ripercorre le varie controversie.
In ogni caso, per diversi anni quella del 1997 rimase l'ultima partecipazione italiana alla competizione: vane furono le proteste di Annalisa Minetti e delle case discografiche, che nel 1998 volevano prendere parte alla competizione. Per il successivo decennio, però, nessuna motivazione venne più addotta dalla Rai.

### Anni 2000: la lunga assenza
Avvenne così che in Italia non si sentì più parlare dell'Eurovision Song Contest, se non in rare occasioni e quasi sempre da fonti estere, cosicché la manifestazione cadde sempre più in un oblio tale che alcuni artisti italiani che vi avevano partecipato in passato credettero addirittura che la manifestazione fosse stata cancellata.
Solo nel 2006 la Rai e l'UER si sono riavvicinate per trattare un ritorno dell'Italia all'edizione del 2007, ma senza risultati. Frattanto nel 2008 debuttò San Marino (il cui network pubblico, San Marino RTV, è una società partecipata al 50% dalla Rai) con la canzone Complice, interpretata dal gruppo Miodio e finita ultima nella prima semifinale. A settembre dello stesso anno, prima dell'edizione 2009, Raffaella Carrà chiese e ottenne di poter ospitare all'interno di Carràmba! Che fortuna un cantante o gruppo che aveva preso parte all'Eurovision Song Contest 2008 per far conoscere l'evento e riaccendere l'interesse in esso; in particolare alla prima puntata è stato presente il vincitore, il russo Dima Bilan. Erano previste otto partecipazioni di quelle che effettivamente furono effettuate: quella del danese Simon Mathew fu preceduta da un vero e proprio elogio della Carrà all'evento, dopodiché alcuni gruppi e cantanti che dovevano prendere parte alle puntate successive non furono più presentati.
L'UER, con l'intenzione di avere il maggior numero possibile di partecipanti, fece di tutto affinché anche l'Italia tornasse a partecipare. In particolare, nel 2008 l'allora responsabile dell'Eurovision Svante Stockselius aveva annunciato, durante un incontro con l'OGAE Serbia, che in caso di ritorno il paese sarebbe entrato a far parte dei Big (ovvero nazioni che, per il loro contributo fondamentale all'UER, possiedono uno status particolare che consente loro di accedere direttamente in finale, senza passare dalle semifinali).
Nel 2009 la diretta della finale tornò in Italia in streaming, trasmessa sul sito del quotidiano la Repubblica e commentata, via blog, da Gino Castaldo ed Ernesto Assante.

### Anni 2010: il ritorno
Il 6 settembre 2010, l'allora direttore di Rai 2 Massimo Liofredi, nel presentare la quarta edizione di X Factor, ha accennato a sorpresa alla possibilità che il vincitore del talent avrebbe potuto partecipare all'Eurovision Song Contest, riaccendendo improvvisamente l'interesse dell'Italia intorno alla manifestazione. Il successivo 2 dicembre l'UER rivela che la Rai ha inoltrato la domanda di partecipazione e il 31 dello stesso mese, con il rilascio della lista definitiva dei partecipanti, è arrivata l'ufficialità che l'Italia avrebbe partecipato all'Eurovision Song Contest 2011, svoltosi quell'anno a Düsseldorf, ritornandovi dopo 13 anni di assenza; avrebbe inoltre gareggiato direttamente in finale tra i cosiddetti Big (insieme a Germania, Regno Unito, Spagna, Francia), cioè tra i paesi che contribuiscono maggiormente alle attività dell'ente. Liofredi, intervistato in merito, ha annunciato inoltre che la Rai avrebbe scelto internamente il suo rappresentante.

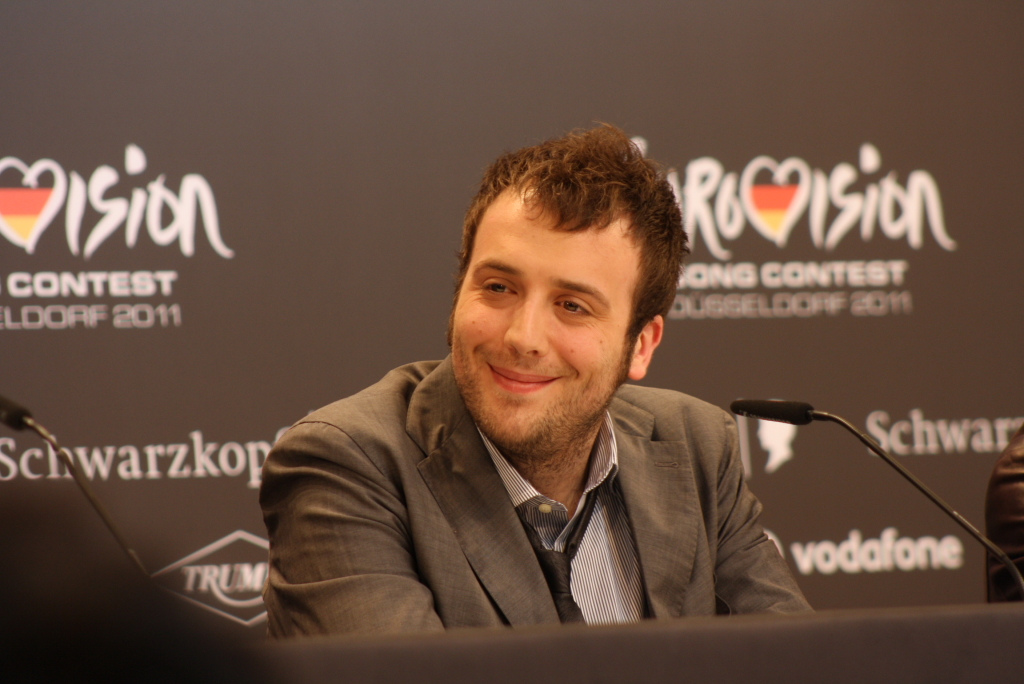
Raphael Gualazzi, secondo con Madness of Love nell'edizione 2011, che segna il ritorno in gara dell'Italia all'Eurovision dopo 13 anni di assenza.

Tale scelta, avvenuta nell'ambito del Festival di Sanremo 2011, è poi ricaduta sul vincitore della categoria Giovani, Raphael Gualazzi. L'annuncio è stato dato nel corso della finale della manifestazione canora dal conduttore Gianni Morandi e dal direttore di Rai 1 Mauro Mazza, il quale ha anche dichiarato che la finale del 14 maggio sarebbe stata trasmessa da Rai 2, mentre la seconda semifinale (dove l'Italia ha avuto diritto a votare) sarebbe andata in onda su Rai 5. La prima partecipazione ha avuto risultati contrastanti: Gualazzi, all'ultima votazione, con Madness of Love ha strappato il secondo posto finale a Eric Saade, rappresentante svedese, finendo soltanto dietro alla coppia azera vincitrice Ell & Nikki, e ha ricevuto per quattro volte i 12 punti (da San Marino, Albania, Spagna e Lettonia). Lo show, col commento di Raffaella Carrà e Bob Sinclar, è stato seguito da 1 291 000 persone (6,43% di share).
Nonostante ciò, la Rai ha partecipato anche all'edizione 2012 a Baku; la scelta è ricaduta su una cantante in gara al Festival di Sanremo 2012, Nina Zilli (annunciata nella serata finale da Ell & Nikki), che con L'amore è femmina (Out of Love) è arrivata nona, mentre gli ascolti sono leggermente migliorati con 1 410 000 spettatori e 7,43% di share.
Già nell'ottobre 2012 la Rai annuncia la partecipazione per l'anno dopo, facendo ricadere la propria scelta sul vincitore del successivo Festival di Sanremo Marco Mengoni con il brano L'essenziale. La finale del concorso è stata trasmessa anche su Rai HD (che in quel periodo trasmetteva una selezione dei programmi dei canali pubblici). La semifinale su Rai 5 (che rispetto al 2011 e al 2012 ha avuto una migliore copertura del territorio, seppur ancora scarsa in alcuni territori) raggiunge 150 000 spettatori e lo 0,65% di share, più del doppio rispetto alla media di rete. Anche la finale migliora gli ascolti con 1 878 000 spettatori e 9,17% di share; Mengoni conquista il settimo posto (terza top ten di fila per l'Italia).

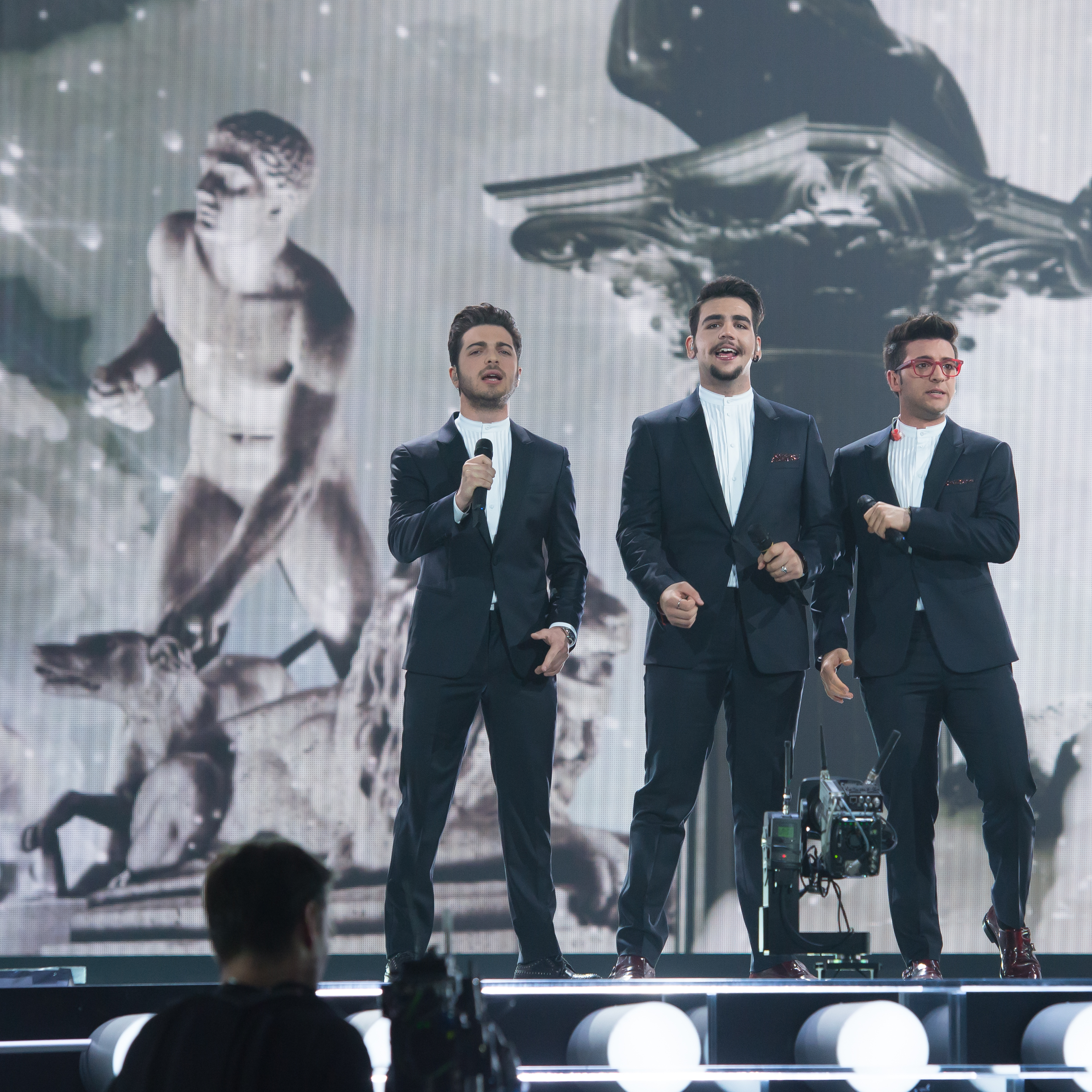
Il Volo, terzo nell'edizione 2015 con Grande amore, ha portato per la prima volta all'Italia il Press Award.

Per il 2014, la Rai annuncia la trasmissione di entrambe le semifinali, passando da Rai 5 a Rai 4, che ottengono una media di poco più di 300 000 spettatori. Per quest'edizione viene scelta internamente Emma, che si piazza tuttavia al ventunesimo posto – secondo peggior risultato italiano nella storia della manifestazione – mentre l'audience si assesta su 1 747 000 spettatori e 8,77% di share.
Dal 2015, per la prima volta dal ritorno italiano, il vincitore del Festival di Sanremo ha, come stabilito dal regolamento, il diritto di rappresentare l'Italia al contest europeo, salvo rinuncia dello stesso: questa regola sarà confermata anche nelle successive edizioni. A vincerlo sono Il Volo con Grande amore, che accettano l'opportunità. A Vienna il trio conquista il terzo posto in finale con un totale di 292 punti (ricevendo i 12 punti da nove paesi) e il Press Award, assegnato all'Italia per la prima volta; inoltre gli ascolti hanno avuto un netto aumento rispetto all'anno precedente (792 000 con 3,09% di share per la seconda semifinale su Rai 4 dopo la mancata trasmissione in diretta della prima per ragioni di palinsesto e 3 292 000 telespettatori con 16,35% di share per la finale su Rai 2). Prima dell'evento Rai 4 ha anche trasmesso lo speciale Eurovision Story, commentato da Filippo Solibello e Marco Ardemagni.
Per l'edizione 2016, dopo il successo di ascolti ottenuto l'anno precedente, la Rai decide di promuovere la finale sulla rete ammiraglia Rai 1, che non trasmetteva la manifestazione dal lontano 1997, anno in cui fu trasmesso in differita, mentre l'ultima diretta fu l'edizione del 1991, organizzata dalla stessa Rai. Il diritto di rappresentare l'Italia all'Eurovision, appannaggio del vincitore del Festival di Sanremo, gli Stadio (con il brano Un giorno mi dirai) viene da questi declinato sicché la scelta della Rai ricade sulla seconda classificata, Francesca Michielin, la quale con No Degree of Separation (versione Italo-inglese della sua Nessun grado di separazione) chiude al 16º posto – rimasta da allora l'ultima prestazione fuori dalla top 10. Buoni gli ascolti: la finale ottiene un ascolto medio di 3,3 milioni di telespettatori e 14 500 000 contatti unici (ovvero chi ha seguito la diretta per almeno un minuto), mentre l'anteprima con 3 767 000 telespettatori batte in sovrapposizione la concorrenza di Striscia la notizia (3 541 000 telespettatori), e le semifinali su Rai 4 si confermano ben al di sopra della media di rete.

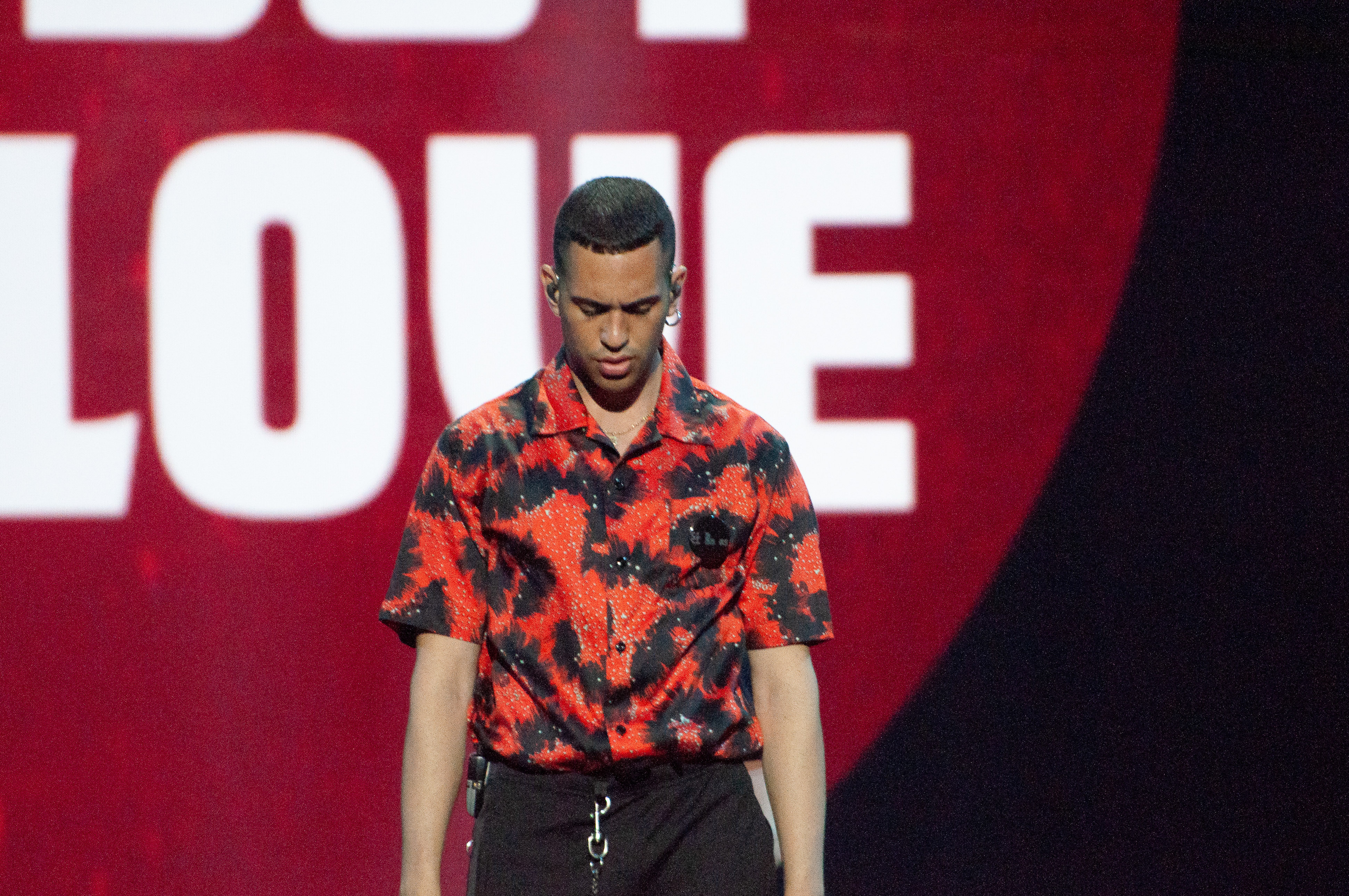
Mahmood, secondo all'edizione 2019 con Soldi, ha inoltre vinto il Composer Award, altra prima volta italiana.

Nel 2017 è nuovamente il vincitore del Festival di Sanremo, Francesco Gabbani con Occidentali's Karma, a rappresentare l'Italia all'Eurovision Song Contest, che quell'anno si è tenuto a Kiev. Il 24 febbraio viene confermato che il brano sarà portato sul palco dell'Eurovision 2017 tutto in lingua italiana. Gabbani, considerato fino alla finale il favorito, concluderà la sua avventura al sesto posto, vincendo il secondo Press Award nella storia dell'Italia alla manifestazione. La finale di sabato 13 maggio 2017 (dalle 20:57 alle 00:44) venne seguita da 3 741 000 spettatori con il 20,14% di share.
Nel 2018 la coppia vincitrice del Festival di Sanremo, Ermal Meta e Fabrizio Moro con il brano Non mi avete fatto niente, hanno rappresentato l'Italia a Lisbona piazzandosi al 5º posto; la finale del 12 maggio 2018 è stata seguita da 3 427 000 spettatori con il 18,63% di share.
Per l'edizione 2019, svoltasi a Tel Aviv in Israele, a rappresentare l'Italia è il vincitore di Sanremo Mahmood con Soldi. In aggiunta alla consolidata copertura dell'evento, Rai 4 trasmette nei giorni precedenti in access prime time otto spazi di breve durata che ripercorrono la storia dell'Eurovision sotto vari aspetti, introdotti da Ema Stokholma e condotti da diversi ospiti, e uno speciale che precede la seconda semifinale. L'artista italo-egiziano chiude al secondo posto (terzo podio in nove edizioni per l'Italia), a soli 26 punti di distacco dal primo classificato Duncan Laurence (Paesi Bassi), e vince il Composer Award per il miglior testo, assegnato all'Italia per la prima volta. La finale è stata vista da 3 539 000 telespettatori con uno share del 19,72%, in crescita di tre punti percentuali rispetto all'anno precedente.

### Anni 2020: la terza vittoria e i buoni risultati
Nel 2020 la manifestazione si sarebbe dovuta svolgere presso l'Ahoy Arena di Rotterdam; qui il rappresentante italiano designato, vale a dire il vincitore del 70º Festival di Sanremo, Diodato, avrebbe dovuto parteciparvi con il brano Fai rumore. Tuttavia, a causa della sopraggiunta pandemia di COVID-19, l'evento è stato cancellato e sostituito dallo show Eurovision: Europe Shine a Light che ha visto lo stesso Diodato esibirsi all'Arena di Verona con tale brano e con una versione acustica di Nel blu dipinto di blu. L'evento è stato trasmesso nella sua forma originale da Rai 4, mentre Rai 1 lo ha adattato aggiungendo interventi di partecipanti delle precedenti edizioni, allungandone la durata oltre le due ore, e aggiungendo in seconda serata una puntata monografica di Techetechete', dal titolo Note d'Europa, con frammenti di alcune edizioni passate. Rai Premium ha inoltre trasmesso in seconda serata tutte le finali dal 2016 al 2019, condensate in due ore.

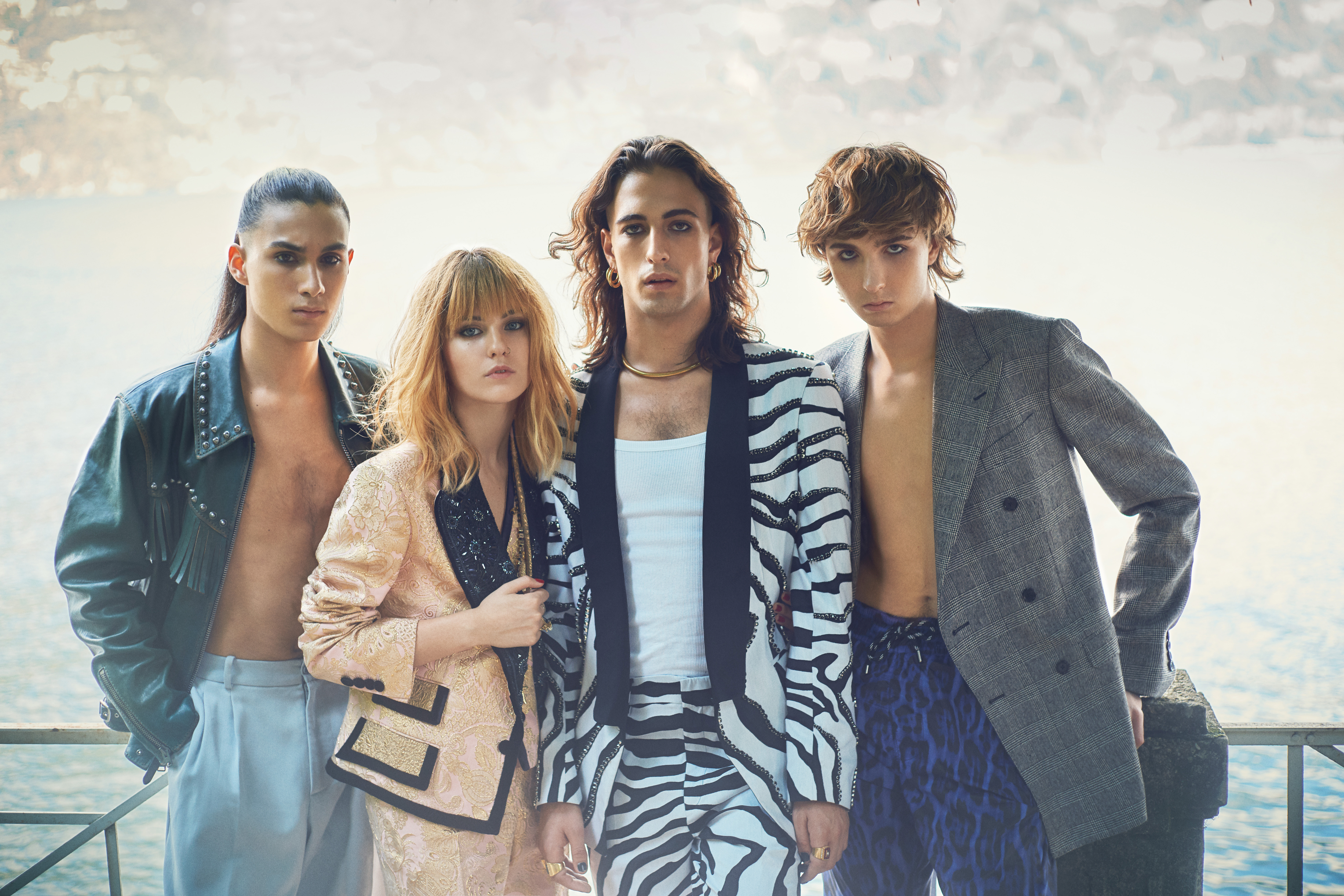
I Måneskin, vincitori dell'edizione 2021 con Zitti e buoni.

Per l'edizione 2021, riconfermata a Rotterdam, a rappresentare l'Italia sono i vincitori del Festival di Sanremo, i Måneskin, con il brano Zitti e buoni. Durante l'avvicinamento all'evento, Rai 4 e RaiPlay hanno organizzato l'Italian Eurovision Party, presentato da Ema Stokholma e Saverio Raimondo, dove alcuni partecipanti dell'edizione 2021 si sono esibiti con alcuni dei più celebri brani italiani o hanno parlato del loro rapporto con la penisola mediterranea. Arrivati al Rotterdam Ahoy come principali favoriti, i Måneskin hanno confermato i pronostici della vigilia conquistando la terza vittoria italiana alla kermesse europea, a dieci anni dal ritorno in gara e a trentuno dal precedente trionfo di Toto Cutugno: il gruppo ha raccolto un totale di 524 punti (la cifra più alta mai ottenuta dall'Italia nella storia della manifestazione, anche se con il nuovo sistema di votazione), divenendo inoltre i secondi artisti a vincere sia il Festival di Sanremo sia l'Eurovision, come era accaduto precedentemente solo a Gigliola Cinquetti nel 1964. La finale, seguita da 4 512 000 telespettatori con uno share del 24,98%, è stata fino ad allora la più vista dal ritorno in gara nel 2011, seconda nella storia Auditel dopo quella del 1991, quando la rassegna si tenne in Italia.
A seguito della vittoria, l'anno successivo ha visto l'Italia nuovamente come paese ospitante e la Rai come emittente organizzatrice del concorso: la 66ª edizione dell'Eurovision Song Contest è stata ospitata presso il PalaOlimpico di Torino il 10, 12 e 14 maggio. L'evento, che ha visto trionfare l'Ucraina con la Kalush Orchestra e la canzone Stefania, è stato condotto da Alessandro Cattelan, Laura Pausini e Mika. Per l'Italia, come da tradizione, hanno partecipato i vincitori del Festival di Sanremo, in questo caso Mahmood (primo artista a calcare due volte il palco dell'Eurovision dal ritorno dell'Italia) e Blanco con Brividi, chiudendo il concorso in sesta posizione. Per l'occasione, la Rai ha trasmesso entrambe le semifinali su Rai 1, con ottimi risultati in termini di ascolti (considerato anche il frammentato panorama televisivo): 5 507 000 telespettatori e il 27% di share nella prima semifinale e 5 538 000 e il 27,7% nella seconda, mentre la finale ha registrato in totale 6 590 000 telespettatori, record assoluto per una finale in Italia, con uno share del 41,9%.
A causa dell'invasione russa, l'Ucraina non ha potuto ospitare la manifestazione l'anno successivo come avrebbe dovuto essere da regolamento. A sostituirla è stato il Regno Unito, secondo classificato a Torino, che ha ospitato l'edizione 2023 a Liverpool; per la prima volta l'edizione viene organizzata congiuntamente da due emittenti, l'ucraina UA:PBC e la britannica BBC. A rappresentare l'Italia al concorso è Marco Mengoni (già partecipante all'edizione di Malmö 2013 e secondo artista dopo Mahmood a prendere parte alla manifestazione due volte dal ritorno in gara dell'Italia) con il brano Due vite, vincitore del Festival di Sanremo di quell'anno: il cantante chiude al quarto posto in classifica, mancando il podio per soli 12 punti di distacco rispetto alla terza classificata Noa Kirel (Israele), e vince il secondo Composer Award per il miglior testo nella storia dell'Italia alla manifestazione. Per la prima volta dal ritorno in gara dell'Italia nel 2011, le due semifinali del contest europeo (eccetto per l'edizione italiana del 2022) vengono trasmesse da Rai 2, con risultati sopra la media di rete, mentre la finale in onda sempre su Rai 1 ottiene 4 906 000 telespettatori e il 34% di share, superando il record d'ascolti del 2021.
Il Paese vincitore dell'edizione di Liverpool, la Svezia, ha dunque ospitato l'edizione successiva, che si è svolta, a undici anni di distanza dalla volta precedente, alla Malmö Arena dell'omonima città. A prendere parte al concorso per l'Italia è stata, per la prima volta dal 2016, una donna, Angelina Mango, con il brano La noia vincitore del Festival di Sanremo 2024, e con cui ha chiuso il contest europeo in settima posizione, senza aver mai ottenuto i 12 punti. La finale su Rai 1 ha ottenuto 5 341 000 telespettatori e il 36% di share, bissando gli ascolti del 2023 e risultando la finale "in terra straniera" più vista di sempre, mentre la seconda semifinale su Rai 2 ha ottenuto il risultato record di 2 817 000 telespettatori e 13,9% di share.
Nel 2025, a seguito della vittoria svizzera dell'anno precedente, la manifestazione si è svolta presso la St. Jakobshalle di Basilea. A prendere parte al concorso per l'Italia, come da regolamento, avrebbe dovuto essere Olly, vincitore del Festival di Sanremo 2025 con il brano Balorda nostalgia; il cantante, tuttavia, dopo una settimana di riflessione concessa dalla Rai, ha scelto di rinunciare alla partecipazione alla manifestazione, sicché la scelta ricade su Lucio Corsi, secondo classificato al Festival, con il brano Volevo essere un duro. L'artista toscano chiude al quinto posto.

## Selezione della canzone
Il Festival di Sanremo ha spesso rappresentato il metodo di selezione per il rappresentante italiano all'Eurovision Song Contest: molte delle partecipazioni sono infatti brani che hanno vinto Sanremo o comunque interpretati dai vincitori dell'edizione più recente dello stesso. Negli anni, tuttavia, al Festival sono state preferite altre metodologie di selezione, diverse a seconda dei contesti.
La vittoria o il piazzamento a una manifestazione canora nazionale non è un requisito necessario per gareggiare all'Eurovision Song Contest, in quanto il regolamento non pone particolari vincoli di selezione (ad esempio, anche nel 1991 la Rai fece una scelta interna con Peppino di Capri).

### Dal 1956 al 1997
Nei primi dieci anni di concorso, il rappresentante italiano era il vincitore del Festival di Sanremo, che portava in gara la canzone vincitrice dello stesso. Tale schema verrà replicato nel 1997. Dal 1967 al 1969, e poi nel 1987, 1989 e 1993, l'interprete vincitore del Festival ha presentato una canzone inedita per la partecipazione al concorso. Nel 1990 e 1992, invece, i rappresentanti italiani al concorso sono stati i secondi classificati del Festival, anche in questo caso partecipando al Contest con una canzone inedita. Nel 1983 e nel 1985 a rappresentare l'Italia sono stati i vincitori delle rispettive edizioni precedenti, anche qui con una canzone inedita.
Nella prima metà degli anni settanta, con la progressiva perdita di popolarità del Festival di Sanremo, le partecipazioni italiane sono state collegate alla trasmissione Canzonissima: chi vinceva questa manifestazione partecipava di diritto all'Eurovision con una canzone inedita, sebbene questo requisito non fosse necessario per la partecipazione.
Negli anni si sono susseguite anche altre metodologie di selezione: nel 1976, ad esempio, il rappresentante italiano è stato scelto dalla trasmissione Un disco per l'estate 1975, nel 1984 da Azzurro 1983 e nel 1988 da Un disco per l'estate 1987.
Tra il 1977 e il 1980, nonché per l'edizione casalinga del 1991, infine, il rappresentante italiano all'Eurovision è stato scelto internamente dalla Rai.

### Dal 2011 a oggi
Nel 2011, anno del ritorno dell'Italia in gara dopo 13 anni di assenza, la Rai ha delegato la scelta del rappresentante italiano all'ESC al Festival di Sanremo, e precisamente a una commissione composta tra gli altri dal presentatore Gianni Morandi, dal direttore artistico Gianmarco Mazzi, dal direttore di Rai 1 Mauro Mazza e da quello di Rai 2 Massimo Liofredi. Il nome del concorrente, il vincitore della categoria Giovani Raphael Gualazzi, è stato annunciato nell'ultima serata del Festival di Sanremo 2011.. Stessa procedura è stata seguita nel 2012, quando la Rai ha scelto Nina Zilli, e nel 2013, quando il prescelto è stato il vincitore del Festival Marco Mengoni.
Nel 2014 la Rai ha optato per la selezione interna, al termine della quale la scelta è ricaduta su Emma.
Nel 2015 è stata introdotta la regola secondo cui il vincitore del Festival di Sanremo avrebbe guadagnato automaticamente il diritto di rappresentare l'Italia all'Eurovision, salvo rinuncia: da allora tutti i vincitori del Festival hanno poi preso parte alla manifestazione europea, sempre con lo stesso brano con cui hanno vinto alla kermesse. Soltanto in due occasioni il vincitore di Sanremo ha declinato l'invito a partecipare all'ESC: nel 2016 furono gli Stadio a rinunciare a partecipare alla rassegna – che quell'anno si teneva a Stoccolma – con la Rai che ha designato come rappresentante la cantante seconda classificata dello stesso Festival, Francesca Michielin; nel 2025 il vincitore Olly, dopo una settimana di riflessione, ha deciso di rinunciare alla partecipazione alla manifestazione europea – svoltasi a Basilea – lasciando il posto a Lucio Corsi, secondo classificato della kermesse sanremese, che si è piazzato al 5º posto nella classifica finale.

## Partecipazioni
- Primo posto
- Secondo posto
- Terzo posto
- Ultimo posto

| Anno                                    | Artista                    | Canzone                          | Lingua            | Posizione           | Posizione           | Posizione           |
| Anno                                    | Artista                    | Canzone                          | Lingua            | Finale              | Punti               | Punti               |
| --------------------------------------- | -------------------------- | -------------------------------- | ----------------- | ------------------- | ------------------- | ------------------- |
| 1956                                    | Franca Raimondi            | Aprite le finestre               | Italiano          | --                  | Sconosciuti         | Niente semifinali   |
| 1956                                    | Tonina Torrielli           | Amami se vuoi                    | Italiano          | --                  | Sconosciuti         | Niente semifinali   |
| 1957                                    | Nunzio Gallo               | Corde della mia chitarra         | Italiano          | 6º                  | 7                   | Niente semifinali   |
| 1958                                    | Domenico Modugno           | Nel blu dipinto di blu           | Italiano          | 3º                  | 13                  | Niente semifinali   |
| 1959                                    | Domenico Modugno           | Piove (ciao ciao bambina)        | Italiano          | 6º                  | 9                   | Niente semifinali   |
| 1960                                    | Renato Rascel              | Romantica                        | Italiano          | 8º                  | 5                   | Niente semifinali   |
| 1961                                    | Betty Curtis               | Al di là                         | Italiano          | 5º                  | 12                  | Niente semifinali   |
| 1962                                    | Claudio Villa              | Addio addio                      | Italiano          | 9º                  | 3                   | Niente semifinali   |
| 1963                                    | Emilio Pericoli            | Uno per tutte                    | Italiano          | 3º                  | 37                  | Niente semifinali   |
| 1964                                    | Gigliola Cinquetti         | Non ho l'età (Per amarti)        | Italiano          | 1º                  | 49                  | Niente semifinali   |
| 1965                                    | Bobby Solo                 | Se piangi se ridi                | Italiano          | 5º                  | 15                  | Niente semifinali   |
| 1966                                    | Domenico Modugno           | Dio, come ti amo                 | Italiano          | 17º                 | 0                   | Niente semifinali   |
| 1967                                    | Claudio Villa              | Non andare più lontano           | Italiano          | 11º                 | 4                   | Niente semifinali   |
| 1968                                    | Sergio Endrigo             | Marianne                         | Italiano          | 10º                 | 7                   | Niente semifinali   |
| 1969                                    | Iva Zanicchi               | Due grosse lacrime bianche       | Italiano          | 13º                 | 5                   | Niente semifinali   |
| 1970                                    | Gianni Morandi             | Occhi di ragazza                 | Italiano          | 8º                  | 5                   | Niente semifinali   |
| 1971                                    | Massimo Ranieri            | L'amore è un attimo              | Italiano          | 5º                  | 91                  | Niente semifinali   |
| 1972                                    | Nicola Di Bari             | I giorni dell'arcobaleno         | Italiano          | 6º                  | 92                  | Niente semifinali   |
| 1973                                    | Massimo Ranieri            | Chi sarà con te                  | Italiano          | 13º                 | 74                  | Niente semifinali   |
| 1974                                    | Gigliola Cinquetti         | Sì                               | Italiano          | 2º                  | 18                  | Niente semifinali   |
| 1975                                    | Wess & Dori Ghezzi         | Era                              | Italiano          | 3º                  | 115                 | Niente semifinali   |
| 1976                                    | Al Bano & Romina Power     | We'll Live It All Again          | Italiano, inglese | 7º                  | 69                  | Niente semifinali   |
| 1977                                    | Mia Martini                | Libera                           | Italiano          | 13º                 | 33                  | Niente semifinali   |
| 1978                                    | Ricchi e Poveri            | Questo amore                     | Italiano          | 12º                 | 53                  | Niente semifinali   |
| 1979                                    | Matia Bazar                | Raggio di luna                   | Italiano          | 15º                 | 27                  | Niente semifinali   |
| 1980                                    | Alan Sorrenti              | Non so che darei                 | Italiano          | 6º                  | 87                  | Niente semifinali   |
| Nessuna partecipazione dal 1981 al 1982 |                            |                                  |                   |                     |                     | Niente semifinali   |
| 1983                                    | Riccardo Fogli             | Per Lucia                        | Italiano          | 11º                 | 41                  | Niente semifinali   |
| 1984                                    | Alice & Franco Battiato    | I treni di Tozeur                | Italiano          | 5º                  | 70                  | Niente semifinali   |
| 1985                                    | Al Bano & Romina Power     | Magic, Oh Magic                  | Italiano, inglese | 7º                  | 78                  | Niente semifinali   |
| Nessuna partecipazione nel 1986         |                            |                                  |                   |                     |                     | Niente semifinali   |
| 1987                                    | Umberto Tozzi & Raf        | Gente di mare                    | Italiano          | 3º                  | 103                 | Niente semifinali   |
| 1988                                    | Luca Barbarossa            | Vivo (Ti scrivo)                 | Italiano          | 12º                 | 52                  | Niente semifinali   |
| 1989                                    | Anna Oxa & Fausto Leali    | Avrei voluto                     | Italiano          | 9º                  | 56                  | Niente semifinali   |
| 1990                                    | Toto Cutugno               | Insieme: 1992                    | Italiano          | 1º                  | 149                 | Niente semifinali   |
| 1991                                    | Peppino di Capri           | Comme è ddoce 'o mare            | Napoletano        | 7º                  | 89                  | Niente semifinali   |
| 1992                                    | Mia Martini                | Rapsodia                         | Italiano          | 4º                  | 111                 | Niente semifinali   |
| 1993                                    | Enrico Ruggeri             | Sole d'Europa                    | Italiano          | 12º                 | 45                  | Niente semifinali   |
| Nessuna partecipazione dal 1994 al 1996 |                            |                                  |                   |                     |                     | Niente semifinali   |
| 1997                                    | Jalisse                    | Fiumi di parole                  | Italiano          | 4º                  | 114                 | Niente semifinali   |
| Nessuna partecipazione dal 1998 al 2010 |                            |                                  |                   |                     |                     |                     |
| 2011                                    | Raphael Gualazzi           | Follia d'amore (Madness of Love) | Italiano, inglese | 2º                  | 189                 | Membro dei Big Five |
| 2012                                    | Nina Zilli                 | L'amore è femmina (Out of Love)  | Inglese, italiano | 9º                  | 101                 | Membro dei Big Five |
| 2013                                    | Marco Mengoni              | L'essenziale                     | Italiano          | 7º                  | 126                 | Membro dei Big Five |
| 2014                                    | Emma                       | La mia città                     | Italiano          | 21º                 | 33                  | Membro dei Big Five |
| 2015                                    | Il Volo                    | Grande amore                     | Italiano          | 3º                  | 292                 | Membro dei Big Five |
| 2016                                    | Francesca Michielin        | No Degree of Separation          | Italiano, inglese | 16º                 | 124                 | Membro dei Big Five |
| 2017                                    | Francesco Gabbani          | Occidentali's Karma              | Italiano          | 6º                  | 334                 | Membro dei Big Five |
| 2018                                    | Ermal Meta & Fabrizio Moro | Non mi avete fatto niente        | Italiano          | 5º                  | 308                 | Membro dei Big Five |
| 2019                                    | Mahmood                    | Soldi                            | Italiano          | 2º                  | 465                 | Membro dei Big Five |
| 2020                                    | Diodato                    | Fai rumore                       | Italiano          | Edizione cancellata | Edizione cancellata | Membro dei Big Five |
| 2021                                    | Måneskin                   | Zitti e buoni                    | Italiano          | 1º                  | 524                 | Membro dei Big Five |
| 2022                                    | Mahmood & Blanco           | Brividi                          | Italiano          | 6º                  | 268                 | Paese ospitante     |
| 2023                                    | Marco Mengoni              | Due vite                         | Italiano          | 4º                  | 350                 | Membro dei Big Five |
| 2024                                    | Angelina Mango             | La noia                          | Italiano          | 7º                  | 268                 | Membro dei Big Five |
| 2025                                    | Lucio Corsi                | Volevo essere un duro            | Italiano          | 5º                  | 256                 | Membro dei Big Five |

## Statistiche

### Statistiche generali e primati
- L’Italia ha vinto l’Eurovision tre volte: con Gigliola Cinquetti con Non ho l’età nel 1964, Toto Cutugno con Insieme: 1992 nel 1990 e i Måneskin con Zitti e buoni nel 2021. Altrettante volte ha ospitato l’evento: all’Auditorium Rai di Napoli nel 1965 (conduzione di Renata Mauro), al Teatro 15 di Cinecittà a Roma nel 1991 (conduzione di Gigliola Cinquetti e Toto Cutugno), e al PalaOlimpico di Torino nel 2022 (conduzione di Laura Pausini, Mika e Alessandro Cattelan).
- Sono tre i cantanti italiani arrivati al secondo posto: Gigliola Cinquetti con Sì nel 1974, Raphael Gualazzi con Follia d’amore nel 2011 e Mahmood con Soldi nel 2019.
- Cinque rappresentanti si sono classificati terzi: Domenico Modugno con Nel blu dipinto di blu nel 1958, Emilio Pericoli con Uno per tutte nel 1963, Wess e Dori Ghezzi con Era nel 1975, Umberto Tozzi e Raf con Gente di mare nel 1987 e Il Volo con Grande amore nel 2015.
- Soltanto una volta un artista italiano è arrivato ultimo: il record negativo appartiene a Domenico Modugno con Dio come ti amo, unico rappresentante a chiudere, nel 1966, all’ultimo posto, tra l’altro con 0 punti. Spetta a Emma Marrone, invece, il primato della posizione più bassa in assoluto occupata da un artista italiano: un 21º posto nel 2014.
- Domenico Modugno è il rappresentante italiano con più partecipazioni al concorso: l’artista di Polignano a Mare ha partecipato a tre edizioni del concorso, ossia nel 1958, 1959 e 1966. Due partecipazioni, invece, per Claudio Villa (1962 e 1967), Gigliola Cinquetti (1964 e 1974), Massimo Ranieri (1971 e 1973), Mia Martini (1977 e 1992), Al Bano e Romina Power (1976 e 1985), Mahmood (2019 e 2022) e Marco Mengoni (2013 e 2023). Tra questi, solo Martini e Mengoni sono riusciti a migliorare la propria posizione in classifica rispetto alla loro precedente partecipazione: la prima si classificò tredicesima nel 1977 e quarta nel 1992, il secondo arrivò al settimo posto nel 2013 e al quarto nel 2023.
- Sono in tutto nove le soliste donne che hanno partecipato al concorso: Franca Raimondi, Tonina Torrielli (entrambe nel 1956), Betty Curtis (1961), Iva Zanicchi (1969), Nina Zilli (2012), Emma (2014), Francesca Michielin (2016) e Angelina Mango (2024) oltre alle già citate Cinquetti e Martini. Tra queste, quella ad essere arrivata più in alto in classifica è stata Gigliola Cinquetti, vincitrice dell’edizione 1964.
- In sei occasioni hanno partecipato una coppia di solisti: nel 1975 (Wess e Dori Ghezzi), nel 1984 (Alice e Franco Battiato), nel 1987 (Umberto Tozzi e Raf), nel 1989 (Fausto Leali e Anna Oxa), nel 2018 (Ermal Meta e Fabrizio Moro) e nel 2022 (Mahmood e Blanco). Le coppie ad aver ottenuto il miglior piazzamento finale sono state quelle di Wess-Ghezzi e Tozzi-Raf, entrambe al terzo posto.
- Sono invece tre i gruppi musicali ad aver partecipato: i Ricchi e Poveri nel 1978, i Matia Bazar nel 1979 e i Maneskin nel 2021. Sono questi ultimi ad aver ottenuto il miglior piazzamento, avendo vinto l’edizione a cui hanno partecipato.
- Due, invece, i duo/trio musicali: i Jalisse nel 1997 e Il Volo nel 2015. Questi ultimi hanno ottenuto il miglior risultato, un terzo posto.
- La già citata Tonina Torrielli, partecipante alla prima edizione del 1956, è il rappresentante italiano più anziano ancora in vita (91 anni).
- Thomas Raggi, chitarrista dei Maneskin (nato nel 2001), è il primo nato dopo il 2000 a rappresentare l’Italia all’Eurovision (nel 2021). Il primo interprete solista nato nel XXI secolo è invece Blanco, classe 2003, che ha rappresentato il Paese nell’edizione 2022 insieme a Mahmood.
- Sempre Mahmood è l’artista che, in due o più partecipazioni al concorso, ha ottenuto il maggior numero di punti: 733, di cui 465 nell’edizione 2019 e 268 nel 2022. Considerando che in quest’ultima occasione il cantante ha partecipato insieme a Blanco, il record dovrebbe essere assegnato a Marco Mengoni, che ha totalizzato 476 punti nelle sue due partecipazioni (126 nel 2013 e 350 nel 2023).
- Nella storia dell’Eurovision, le lingue utilizzate dai rappresentanti italiani sono tre: oltre all’italiano (usato in 40 occasioni), abbiamo l’inglese (usato, seppur in piccole parti, da Al Bano e Romina nel 1976 e nel 1985, da Raphael Gualazzi nel 2011, da Nina Zilli nel 2012 e da Francesca Michielin nel 2016) e il napoletano (impiegato invece da Peppino Di Capri nel 1991).
- Mia Martini detiene il primato dell’intervallo di tempo più lungo tra una partecipazione e l’altra (15 anni).
- Soldi di Mahmood (2019) è l’unica canzone italiana premiata con un Composer Award, mentre sono due i brani premiati con un Press Award: Grande amore de Il Volo (2015) e Occidentali’s Karma di Francesco Gabbani (2017). Nessuno, finora, è riuscito a vincere l’Artistic Award, il terzo riconoscimento previsto dai Marcel Bezençon Awards.
- Questi tre brani sopracitati sono inoltre gli unici ad aver vinto l’OGAE Eurovision Song Contest Poll, il concorso ideato dall’OGAE in questa occasione.
- Wess, che partecipò all’Eurovision Song Contest 1975 insieme a Dori Ghezzi, è il primo cantante di colore nonché il primo straniero a rappresentare l’Italia al concorso.
- Peppino di Capri, partecipante nel 1991, è il rappresentante più anziano ad aver preso parte all’Eurofestival (51 anni).
- Al contrario, Gigliola Cinquetti è il rappresentante italiano più giovane (16 anni), e per lungo tempo ha detenuto anche il primato di vincitrice più giovane della storia, fino a quando venne superata dalla belga Sandra Kim nel 1986 (che vinse all’età di appena 13 anni).
- Grande amore de Il Volo detiene diversi primati: il maggior numero di 12 punti in assoluto (9, seppur col vecchio sistema di voto) e il maggior punteggio al televoto per una canzone italiana (356 punti). Madness of Love di Raphael Gualazzi, invece, è l’entry italiana che ha ottenuto il maggior punteggio dalle giurie nazionali (251).
- Col nuovo sistema di voto, in vigore dal 2016, i record sopracitati appartengono a Soldi (maggior numero di 12 punti — 6, a pari merito con Volevo essere un duro di Lucio Corsi — e miglior punteggio alle giurie nazionali con 253) e a Zitti e buoni (miglior punteggio al televoto, 318, nonché il maggior punteggio mai ottenuto dall’Italia all’ESC, 524 punti totali).
- Nella top 10 dei punteggi più alti ottenuti dall’Italia figurano, oltre a Zitti e buoni e Soldi, rispettivamente al primo e secondo posto, i brani Due vite di Marco Mengoni (2023, 350 punti), Occidentali’s karma di Francesco Gabbani (2017, 334 punti), Non mi avete fatto niente di Ermal Meta e Fabrizio Moro (2018, 308 punti), Grande amore de Il Volo (2015, 292 punti), Brividi di Mahmood e Blanco e La noia di Angelina Mango (2022 e 2024 rispettivamente, entrambi con 268 punti), Volevo essere un duro di Lucio Corsi (2025, 256 punti), Follia d'amore (Madness of Love) di Raphael Gualazzi (2011, 189 punti) e Insieme: 1992 di Toto Cutugno (1990, 142 punti).
- In tre occasioni l’Italia ha ottenuto due podi consecutivi: il terzo posto del 1963 e il primo del 1964; il secondo posto del 1974 e il terzo del 1975; il secondo posto del 2019 e il primo del 2021.
- L’Italia è il membro dei "Big Five" con il minor numero di partecipazioni all'attivo (50 al 2025), ma detiene il maggior numero di punti ricevuti come membro dei "Big" con entrambi i sistemi di voto, 292 nel 2015 e 524 nel 2021.
- Con oltre 328 milioni di stream, Zitti e buoni (2021) è la canzone italiana più ascoltata su Spotify. A completare la top 3 di questa classifica ci sono Soldi (2019) con 256 milioni e stream e Brividi (2022) con 161 milioni.

### Statistiche di voto
Fino al 2025, le statistiche di voto dell'Italia sono:
| # | Stato       | Punti |
| - | ----------- | ----- |
| 1 | Francia     | 158   |
| 2 | Regno Unito | 154   |
| 3 | Svizzera    | 133   |
| 4 | Irlanda     | 129   |
| 5 | Spagna      | 128   |

| # | Stato      | Punti |
| - | ---------- | ----- |
| 1 | Spagna     | 284   |
| 2 | Svizzera   | 275   |
| 3 | Portogallo | 266   |
| 4 | Malta      | 252   |
| 5 | Francia    | 226   |

| # | Stato    | Punti |
| - | -------- | ----- |
| 1 | Ucraina  | 209   |
| 2 | Svizzera | 174   |
| 3 | Israele  | 170   |
| 4 | Moldavia | 159   |
| 5 | Francia  | 158   |

## Altri premi ricevuti

### Marcel Bezençon Award
I Marcel Bezençon Awards sono stati assegnati per la prima volta durante l'Eurovision Song Contest 2002 a Tallinn, in Estonia, in onore delle migliori canzoni in competizione nella finale. Fondato da Christer Björkman (rappresentante della Svezia nel 1992 e capo della delegazione per la Svezia fino al 2021) e Richard Herrey (membro del gruppo Herreys, rappresentante della Svezia e vincitore nel 1984), i premi prendono il nome del creatore del concorso, Marcel Bezençon.
I premi sono suddivisi in 3 categorie:
- Press Award: per la canzone più votata da stampa e media accreditati durante l'evento.
- Artistic Award: per il miglior artista, votato fino al 2009 dai vincitori delle precedenti edizioni; a partire dal 2010 viene votato dai commentatori.
- Composer Award: per la miglior composizione musicale, votata da una giuria di compositori.

| Anno | Categoria      | Artista           | Canzone             | Compositore                                                         |
| ---- | -------------- | ----------------- | ------------------- | ------------------------------------------------------------------- |
| 2015 | Press Award    | Il Volo           | Grande amore        | Francesco Boccia, Ciro Esposito                                     |
| 2017 | Press Award    | Francesco Gabbani | Occidentali's Karma | Francesco Gabbani, Filippo Gabbani, Fabio Ilacqua, Luca Chiaravalli |
| 2019 | Composer Award | Mahmood           | Soldi               | Charlie Charles, Dario Faini, Alessandro Mahmoud                    |
| 2023 | Composer Award | Marco Mengoni     | Due vite            | Marco Mengoni, Davide Petrella, Davide Simonetta                    |

### OGAE Eurovision Song Contest Poll
L'OGAE Eurovision Song Contest Poll è la classifica fatta dai gruppi dell'OGAE, organizzazione internazionale che consiste in una rete di oltre 40 fan club del Contest di vari paesi europei e non. Come ogni anno, i membri dell'OGAE hanno l'opportunità di votare per la loro canzone preferita prima della gara e i risultati sono stati pubblicati sul sito web dell'organizzazione.
| Anno | Categoria | Artista           | Canzone             | Compositore                                                         |
| ---- | --------- | ----------------- | ------------------- | ------------------------------------------------------------------- |
| 2015 | OGAE 2015 | Il Volo           | Grande amore        | Francesco Boccia, Ciro Esposito                                     |
| 2017 | OGAE 2017 | Francesco Gabbani | Occidentali's Karma | Francesco Gabbani, Filippo Gabbani, Fabio Ilacqua, Luca Chiaravalli |
| 2019 | OGAE 2019 | Mahmood           | Soldi               | Charlie Charles, Dario "Dardust" Faini, Alessandro Mahmoud          |

## Città ospitanti

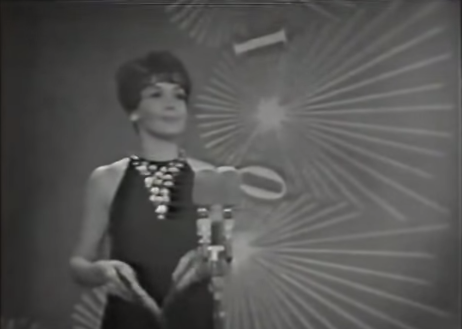
Renata Mauro conduce il Gran Premio Eurovisione della Canzone 1965 di Napoli

| Anno | Città  | Luogo                  | Presentatori                              |
| ---- | ------ | ---------------------- | ----------------------------------------- |
| 1965 | Napoli | Auditorium Rai         | Renata Mauro                              |
| 1991 | Roma   | Teatro 15 di Cinecittà | Gigliola Cinquetti e Toto Cutugno         |
| 2022 | Torino | PalaOlimpico           | Alessandro Cattelan, Laura Pausini e Mika |

## Trasmissione dell'evento
La Rai, in quanto membro rappresentativo dell'Unione europea di radiodiffusione per l'Italia, ha i diritti di trasmissione dell'evento:
| Anno | Commentatori                                                   | Commentatori                                             | Trasmissione                                         | Trasmissione                                         | Portavoce                                            |
| Anno | Semifinali                                                     | Finale                                                   | Semifinali                                           | Finale                                               | Portavoce                                            |
| ---- | -------------------------------------------------------------- | -------------------------------------------------------- | ---------------------------------------------------- | ---------------------------------------------------- | ---------------------------------------------------- |
| 1956 | Nessuna semifinale                                             | Bianca Maria Piccinino                                   | Nessuna semifinale                                   | Programma Nazionale                                  | Non presente                                         |
| 1957 | Nessuna semifinale                                             | Bianca Maria Piccinino                                   | Nessuna semifinale                                   | Programma Nazionale                                  | Nunzio Filogamo                                      |
| 1958 | Nessuna semifinale                                             | Bianca Maria Piccinino                                   | Nessuna semifinale                                   | Programma Nazionale                                  | Fulvia Colombo                                       |
| 1959 | Nessuna semifinale                                             | Bianca Maria Piccinino                                   | Nessuna semifinale                                   | Programma Nazionale                                  | Enzo Tortora                                         |
| 1960 | Nessuna semifinale                                             | Giorgio Porro                                            | Nessuna semifinale                                   | Programma Nazionale                                  | Enzo Tortora                                         |
| 1961 | Nessuna semifinale                                             | Corrado Mantoni                                          | Nessuna semifinale                                   | Programma Nazionale                                  | Enzo Tortora                                         |
| 1962 | Nessuna semifinale                                             | Renato Tagliani                                          | Nessuna semifinale                                   | Programma Nazionale                                  | Enzo Tortora                                         |
| 1963 | Nessuna semifinale                                             | Renato Tagliani                                          | Nessuna semifinale                                   | Programma Nazionale                                  | Enzo Tortora                                         |
| 1964 | Nessuna semifinale                                             | Renato Tagliani                                          | Nessuna semifinale                                   | Programma Nazionale                                  | Rosanna Vaudetti                                     |
| 1965 | Nessuna semifinale                                             | Renato Tagliani                                          | Nessuna semifinale                                   | Programma Nazionale                                  | Daniele Piombi                                       |
| 1966 | Nessuna semifinale                                             | Renato Tagliani                                          | Nessuna semifinale                                   | Secondo Programma                                    | Enzo Tortora                                         |
| 1967 | Nessuna semifinale                                             | Renato Tagliani                                          | Nessuna semifinale                                   | Secondo Programma                                    | Mike Bongiorno                                       |
| 1968 | Nessuna semifinale                                             | Renato Tagliani                                          | Nessuna semifinale                                   | Secondo Programma                                    | Mike Bongiorno                                       |
| 1969 | Nessuna semifinale                                             | Renato Tagliani                                          | Nessuna semifinale                                   | Secondo Programma                                    | Mike Bongiorno                                       |
| 1970 | Nessuna semifinale                                             | Renato Tagliani                                          | Nessuna semifinale                                   | Secondo Programma                                    | Enzo Tortora                                         |
| 1971 | Nessuna semifinale                                             | Renato Tagliani                                          | Nessuna semifinale                                   | Programma Nazionale Secondo Programma Radio          | Non presente                                         |
| 1972 | Nessuna semifinale                                             | Renato Tagliani                                          | Nessuna semifinale                                   | Programma Nazionale Secondo Programma Radio          | Non presente                                         |
| 1973 | Nessuna semifinale                                             | Renato Tagliani                                          | Nessuna semifinale                                   | Programma Nazionale                                  | Non presente                                         |
| 1974 | Nessuna semifinale                                             | Rosanna Vaudetti                                         | Nessuna semifinale                                   | Secondo Programma                                    | Anna Maria Gambineri                                 |
| 1975 | Nessuna semifinale                                             | Silvio Noto                                              | Nessuna semifinale                                   | Programma Nazionale                                  | Anna Maria Gambineri                                 |
| 1976 | Nessuna semifinale                                             | Silvio Noto                                              | Nessuna semifinale                                   | Rete 1 Rai Radio 2                                   | Rosanna Vaudetti                                     |
| 1977 | Nessuna semifinale                                             | Silvio Noto                                              | Nessuna semifinale                                   | Rete 1 Rai Radio 1                                   | Mariolina Cannuli                                    |
| 1978 | Nessuna semifinale                                             | Rosanna Vaudetti                                         | Nessuna semifinale                                   | Rete 2 Rai Radio 2                                   | Mariolina Cannuli                                    |
| 1979 | Nessuna semifinale                                             | Rosanna Vaudetti                                         | Nessuna semifinale                                   | Rete 1                                               | Paola Perissi                                        |
| 1980 | Nessuna semifinale                                             | Michele Gammino                                          | Nessuna semifinale                                   | Rete 2                                               | Mariolina Cannuli                                    |
| 1981 | Nessuna trasmissione                                           | Nessuna trasmissione                                     | Nessuna trasmissione                                 | Nessuna trasmissione                                 | Nessuna trasmissione                                 |
| 1982 | Nessuna trasmissione                                           | Nessuna trasmissione                                     | Nessuna trasmissione                                 | Nessuna trasmissione                                 | Nessuna trasmissione                                 |
| 1983 | Nessuna semifinale                                             | Paolo Frajese                                            | Nessuna semifinale                                   | Rete 1 Rai Radio 1                                   | Paola Perissi                                        |
| 1984 | Nessuna semifinale                                             | Antonio De Robertis                                      | Nessuna semifinale                                   | Rai Due Rai Radio 1                                  | Mariolina Cannuli                                    |
| 1985 | Nessuna semifinale                                             | Rosanna Vaudetti                                         | Nessuna semifinale                                   | Rai Due Rai Radio 1                                  | Beatrice Cori                                        |
| 1986 | Nessuna trasmissione                                           | Nessuna trasmissione                                     | Nessuna trasmissione                                 | Nessuna trasmissione                                 | Nessuna trasmissione                                 |
| 1987 | Nessuna semifinale                                             | Rosanna Vaudetti                                         | Nessuna semifinale                                   | Rai Due Rai Radio Due                                | Mariolina Cannuli                                    |
| 1988 | Nessuna semifinale                                             | Daniele Piombi                                           | Nessuna semifinale                                   | Rai Tre Rai Radio Due                                | Mariolina Cannuli                                    |
| 1989 | Nessuna semifinale                                             | Gabriella Carlucci                                       | Nessuna semifinale                                   | Rai Uno Rai Radio Due                                | Peppi Franzelin                                      |
| 1990 | Nessuna semifinale                                             | Peppi Franzelin                                          | Nessuna semifinale                                   | Rai Due Rai Radio Due                                | Paolo Frajese                                        |
| 1991 | Nessuna semifinale                                             | Antonio De Robertis Peppi Franzelin                      | Nessuna semifinale                                   | Rai Uno Rai Radio Due                                | Rosanna Vaudetti                                     |
| 1992 | Nessuna semifinale                                             | Peppi Franzelin                                          | Nessuna semifinale                                   | Rai Due Rai Radio Due                                | Nicoletta Orsomando                                  |
| 1993 | Nessuna semifinale                                             | Ettore Andenna                                           | Nessuna semifinale                                   | Rai Uno Rai Radio Due                                | Peppi Franzelin                                      |
| 1994 | Nessuna trasmissione                                           | Nessuna trasmissione                                     | Nessuna trasmissione                                 | Nessuna trasmissione                                 | Nessuna trasmissione                                 |
| 1995 | Nessuna trasmissione                                           | Nessuna trasmissione                                     | Nessuna trasmissione                                 | Nessuna trasmissione                                 | Nessuna trasmissione                                 |
| 1996 | Nessuna trasmissione                                           | Nessuna trasmissione                                     | Nessuna trasmissione                                 | Nessuna trasmissione                                 | Nessuna trasmissione                                 |
| 1997 | Nessuna semifinale                                             | Ettore Andenna                                           | Nessuna semifinale                                   | Rai Uno Rai Radio Due                                | Peppi Franzelin                                      |
| 1998 | Nessuna trasmissione                                           | Nessuna trasmissione                                     | Nessuna trasmissione                                 | Nessuna trasmissione                                 | Nessuna trasmissione                                 |
| 1999 | Nessuna trasmissione                                           | Nessuna trasmissione                                     | Nessuna trasmissione                                 | Nessuna trasmissione                                 | Nessuna trasmissione                                 |
| 2000 | Nessuna trasmissione                                           | Nessuna trasmissione                                     | Nessuna trasmissione                                 | Nessuna trasmissione                                 | Nessuna trasmissione                                 |
| 2001 | Nessuna trasmissione                                           | Nessuna trasmissione                                     | Nessuna trasmissione                                 | Nessuna trasmissione                                 | Nessuna trasmissione                                 |
| 2002 | Nessuna trasmissione                                           | Nessuna trasmissione                                     | Nessuna trasmissione                                 | Nessuna trasmissione                                 | Nessuna trasmissione                                 |
| 2003 | Nessuna trasmissione                                           | Nessuna trasmissione                                     | Nessuna trasmissione                                 | Nessuna trasmissione                                 | Nessuna trasmissione                                 |
| 2004 | Nessuna trasmissione                                           | Nessuna trasmissione                                     | Nessuna trasmissione                                 | Nessuna trasmissione                                 | Nessuna trasmissione                                 |
| 2005 | Nessuna trasmissione                                           | Nessuna trasmissione                                     | Nessuna trasmissione                                 | Nessuna trasmissione                                 | Nessuna trasmissione                                 |
| 2006 | Nessuna trasmissione                                           | Nessuna trasmissione                                     | Nessuna trasmissione                                 | Nessuna trasmissione                                 | Nessuna trasmissione                                 |
| 2007 | Nessuna trasmissione                                           | Nessuna trasmissione                                     | Nessuna trasmissione                                 | Nessuna trasmissione                                 | Nessuna trasmissione                                 |
| 2008 | Nessuna trasmissione                                           | Nessuna trasmissione                                     | Nessuna trasmissione                                 | Nessuna trasmissione                                 | Nessuna trasmissione                                 |
| 2009 | Nessuna trasmissione                                           | Nessuna trasmissione                                     | Nessuna trasmissione                                 | Nessuna trasmissione                                 | Nessuna trasmissione                                 |
| 2010 | Nessuna trasmissione                                           | Nessuna trasmissione                                     | Nessuna trasmissione                                 | Nessuna trasmissione                                 | Nessuna trasmissione                                 |
| 2011 | Raffaella Carrà                                                | Raffaella Carrà Bob Sinclar                              | Rai 5                                                | Rai 2                                                | Raffaella Carrà                                      |
| 2012 | Federica Gentile                                               | Filippo Solibello Marco Ardemagni                        | Rai 5                                                | Rai 2                                                | Ivan Bacchi                                          |
| 2013 | Federica Gentile                                               | Filippo Solibello Marco Ardemagni Natascha Lusenti       | Rai 4                                                | Rai 2                                                | Federica Gentile                                     |
| 2014 | Filippo Solibello Marco Ardemagni                              | Linus Nicola Savino                                      | Rai 4                                                | Rai 2                                                | Linus                                                |
| 2015 | Filippo Solibello Marco Ardemagni                              | Federico Russo Valentina Correani                        | Rai 4 Rai Radio 2                                    | Rai 2 Rai Radio 2                                    | Federico Russo                                       |
| 2015 | Filippo Solibello Marco Ardemagni                              | Filippo Solibello Marco Ardemagni                        | Rai 4 Rai Radio 2                                    | Rai 2 Rai Radio 2                                    | Federico Russo                                       |
| 2016 | Filippo Solibello Marco Ardemagni                              | Federico Russo Flavio Insinna                            | Rai 4 Rai Radio 2                                    | Rai 1 Rai Radio 2                                    | Claudia Andreatti                                    |
| 2016 | Filippo Solibello Marco Ardemagni                              | Filippo Solibello Marco Ardemagni                        | Rai 4 Rai Radio 2                                    | Rai 1 Rai Radio 2                                    | Claudia Andreatti                                    |
| 2017 | Andrea Delogu Diego Passoni                                    | Federico Russo Flavio Insinna                            | Rai 4                                                | Rai 1 Rai Radio 2                                    | Giulia Valentina                                     |
| 2017 | Andrea Delogu Diego Passoni                                    | Andrea Delogu Diego Passoni Gianfranco Monti             | Rai 4                                                | Rai 1 Rai Radio 2                                    | Giulia Valentina                                     |
| 2018 | Carolina Di Domenico Saverio Raimondo                          | Federico Russo Serena Rossi                              | Rai 4                                                | Rai 1 Rai Radio 2                                    | Giulia Valentina                                     |
| 2018 | Carolina Di Domenico Saverio Raimondo                          | Ema Stokholma Carolina Di Domenico                       | Rai 4                                                | Rai 1 Rai Radio 2                                    | Giulia Valentina                                     |
| 2019 | Federico Russo Ema Stokholma                                   | Federico Russo Flavio Insinna                            | Rai 4                                                | Rai 1 Rai Radio 2                                    | Ema Stokholma                                        |
| 2019 | Federico Russo Ema Stokholma                                   | Ema Stokholma Gino Castaldo                              | Rai 4                                                | Rai 1 Rai Radio 2                                    | Ema Stokholma                                        |
| 2020 | Evento cancellato a causa della pandemia di COVID-19           | Evento cancellato a causa della pandemia di COVID-19     | Evento cancellato a causa della pandemia di COVID-19 | Evento cancellato a causa della pandemia di COVID-19 | Evento cancellato a causa della pandemia di COVID-19 |
| 2021 | Saverio Raimondo Ema Stokholma                                 | Gabriele Corsi Cristiano Malgioglio                      | Rai 4 Rai Radio 2                                    | Rai 1 Rai Radio 2                                    | Carolina Di Domenico                                 |
| 2021 | Saverio Raimondo Ema Stokholma                                 | Saverio Raimondo Ema Stokholma                           | Rai 4 Rai Radio 2                                    | Rai 1 Rai Radio 2                                    | Carolina Di Domenico                                 |
| 2022 | Gabriele Corsi Cristiano Malgioglio Carolina Di Domenico       | Gabriele Corsi Cristiano Malgioglio Carolina Di Domenico | Rai 1 Rai 4K Rai Radio 2                             | Rai 1 Rai 4K Rai Radio 2                             | Carolina Di Domenico                                 |
| 2022 | Ema Stokholma Gino Castaldo                                    |                                                          | Rai 1 Rai 4K Rai Radio 2                             | Rai 1 Rai 4K Rai Radio 2                             | Carolina Di Domenico                                 |
| 2023 | Gabriele Corsi Mara Maionchi                                   | Gabriele Corsi Mara Maionchi                             | Rai 2 Rai Radio 2                                    | Rai 1 Rai Radio 2                                    | Kaze                                                 |
| 2023 | Diletta Parlangeli Mariolina "LaMario" Simone Saverio Raimondo |                                                          | Rai 2 Rai Radio 2                                    | Rai 1 Rai Radio 2                                    | Kaze                                                 |
| 2024 | Gabriele Corsi Mara Maionchi                                   | Gabriele Corsi Mara Maionchi                             | Rai 2 Rai Radio 2                                    | Rai 1 Rai Radio 2                                    | Mario Acampa                                         |
| 2024 | Diletta Parlangeli Matteo Osso                                 |                                                          | Rai 2 Rai Radio 2                                    | Rai 1 Rai Radio 2                                    | Mario Acampa                                         |
| 2025 | Gabriele Corsi BigMama                                         | Gabriele Corsi BigMama                                   | Rai 2 Rai Radio 2                                    | Rai 1 Rai Radio 2                                    | Topo Gigio                                           |
| 2025 | Diletta Parlangeli Matteo Osso                                 |                                                          | Rai 2 Rai Radio 2                                    | Rai 1 Rai Radio 2                                    | Topo Gigio                                           |

Note:
1. ↑  Solo per la trasmissione radiofonica, in quanto la trasmissione televisiva era in italiano.
2. ↑  Solo per la seconda semifinale nel 2011 e solo per la prima semifinale nel 2012.
3. ↑  Solo per la prima semifinale nel 2013.
4. 1 2 3 4 5 6 7 8 9 10  Solo per la trasmissione televisiva.
5. ↑  Solo per la seconda semifinale nel 2015.
6. 1 2 3 4 5 6 7 8 9 10  Solo per la trasmissione radiofonica.

## Ascolti

### Ascolti delle finali
| Anno | Data           | Telespettatori | Share  | Rete  | Note   |
| ---- | -------------- | -------------- | ------ | ----- | ------ |
| 2011 | 14 maggio 2011 | 1 291 000      | 6,43%  | Rai 2 | [ 46 ] |
| 2012 | 26 maggio 2012 | 1 410 000      | 7,51%  | Rai 2 | [ 47 ] |
| 2013 | 18 maggio 2013 | 1 878 000      | 9,17%  | Rai 2 | [ 48 ] |
| 2014 | 10 maggio 2014 | 1 747 000      | 8,77%  | Rai 2 | [ 49 ] |
| 2015 | 23 maggio 2015 | 3 292 000      | 16,36% | Rai 2 | [ 50 ] |
| 2016 | 14 maggio 2016 | 3 300 000      | 16,94% | Rai 1 | [ 51 ] |
| 2017 | 13 maggio 2017 | 3 741 000      | 20,14% | Rai 1 | [ 52 ] |
| 2018 | 12 maggio 2018 | 3 427 000      | 18,63% | Rai 1 | [ 53 ] |
| 2019 | 18 maggio 2019 | 3 539 000      | 19,72% | Rai 1 | [ 54 ] |
| 2021 | 22 maggio 2021 | 4 512 000      | 25,00% | Rai 1 | [ 55 ] |
| 2022 | 14 maggio 2022 | 6 590 000      | 41,93% | Rai 1 | [ 36 ] |
| 2023 | 13 maggio 2023 | 4 960 000      | 34,00% | Rai 1 | [ 56 ] |
| 2024 | 11 maggio 2024 | 5 341 000      | 35,96% | Rai 1 | [ 57 ] |
| 2025 | 17 maggio 2025 | 4 756 000      | 33,90% | Rai 1 | [ 58 ] |

### Ascolti delle semifinali
- Semifinale in cui si esibisce l'italia anche se non in gara

| Prima semifinale | Prima semifinale | Prima semifinale     | Prima semifinale     | Seconda semifinale | Seconda semifinale   | Seconda semifinale   | Rete                 | Rete                 | Note                 |
| Anno             | Data             | Telespettatori       | Share                | Data               | Telespettatori       | Share                | Prima semifinale     | Seconda semifinale   | Note                 |
| ---------------- | ---------------- | -------------------- | -------------------- | ------------------ | -------------------- | -------------------- | -------------------- | -------------------- | -------------------- |
| 2011             | 10 maggio 2011   | Nessuna trasmissione | Nessuna trasmissione | 12 maggio 2011     | 37 000               | 0,14%                | Nessuna trasmissione | Rai 5                | [ 59 ]               |
| 2012             | 22 maggio 2012   | 64 000               | 0,23%                | 24 maggio 2012     | Nessuna trasmissione | Nessuna trasmissione | Rai 5                | Nessuna trasmissione | [ 59 ]               |
| 2013             | 14 maggio 2013   | 149 292              | 0,55%                | 16 maggio 2013     | Nessuna trasmissione | Nessuna trasmissione | Rai 5                | Nessuna trasmissione | [ 59 ]               |
| 2014             | 6 maggio 2014    | 285 000              | 1,06%                | 8 maggio 2014      | 343 000              | 1,34%                | Rai 4                | Rai 4                | [ 60 ] [ 61 ]        |
| 2015             | 20 maggio 2015   | 212 000              | 1,57%                | 21 maggio 2015     | 789 942              | 3,09%                | Rai 4                | Rai 4                | [ 59 ] [ 63 ]        |
| 2016             | 10 maggio 2016   | 357 000              | 1,36%                | 12 maggio 2016     | 616 000              | 2,45%                | Rai 4                | Rai 4                | [ 64 ] [ 65 ]        |
| 2017             | 9 maggio 2017    | 514 000              | 1,98%                | 11 maggio 2017     | 589 000              | 2,5%                 | Rai 4                | Rai 4                | [ 59 ] [ 66 ] [ 67 ] |
| 2018             | 8 maggio 2018    | 404 000              | 1,61%                | 10 maggio 2018     | 399 000              | 1,69%                | Rai 4                | Rai 4                | [ 68 ] [ 69 ]        |
| 2019             | 14 maggio 2019   | 423 000              | 1,74%                | 16 maggio 2019     | 428 000              | 1,83%                | Rai 4                | Rai 4                | [ 70 ] [ 71 ]        |
| 2021             | 18 maggio 2021   | 535 000              | 2,2%                 | 20 maggio 2021     | 555 000              | 2,3%                 | Rai 4                | Rai 4                | [ 72 ] [ 73 ]        |
| 2022             | 10 maggio 2022   | 5 507 000            | 27%                  | 12 maggio 2022     | 5 538 000            | 27,7%                | Rai 1                | Rai 1                | [ 74 ] [ 75 ]        |
| 2023             | 9 maggio 2023    | 1 824 000            | 8,62%                | 11 maggio 2023     | 1 708 000            | 8,3%                 | Rai 2                | Rai 2                | [ 76 ] [ 77 ]        |
| 2024             | 7 maggio 2024    | 1 912 000            | 9,50%                | 9 maggio 2024      | 2 817 000            | 13,90%               | Rai 2                | Rai 2                | [ 78 ] [ 79 ]        |
| 2025             | 13 maggio 2025   | 2 248 000            | 12,20%               | 15 maggio 2025     | 1 616 000            | 8,80%                | Rai 2                | Rai 2                | [ 80 ] [ 81 ]        |

### Ascolti delle serate speciali
| Anno | Data           | Titolo                           | Telespettatori | Share  | Note          | Rete  | Rete  |
| ---- | -------------- | -------------------------------- | -------------- | ------ | ------------- | ----- | ----- |
| 2020 | 16 maggio 2020 | Eurovision: Europe Shine a Light | 2 763 000      | 11,05% | [ 82 ] [ 83 ] | Rai 1 | Rai 4 |